# Castillo de Claypotts
El castillo de Claypotts es una casa-torre con planta en Z del siglo XVI situado a la entrada de Broughty Ferry (Dundee, Escocia). Es uno de los castillos mejor conservados de la época y se encuentra bajo el cuidado de Historic Scotland, que lo abre al público varios días al año.

## Historia

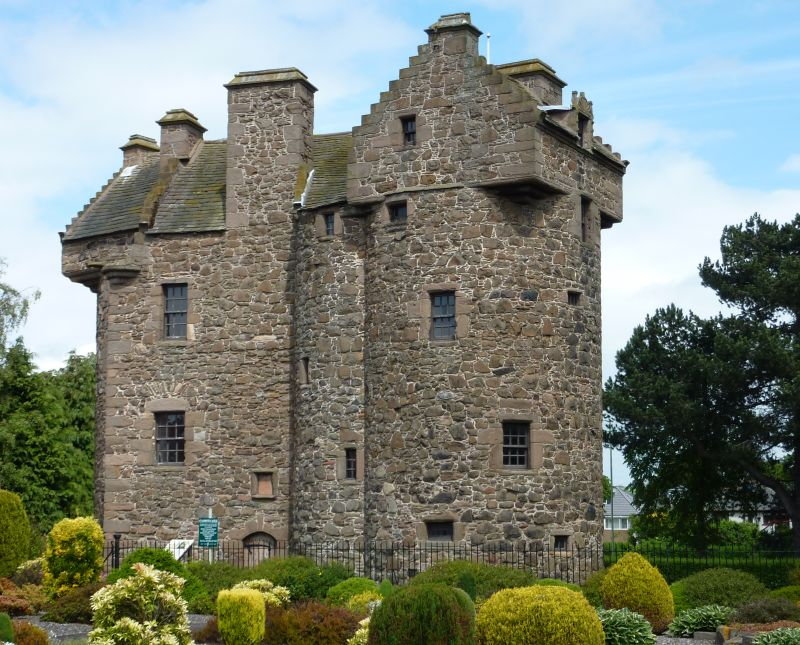
Castillo de Claypotts.

El castillo fue hecho construir por John Strachan de Claypotts entre 1569 y 1588 en terrenos que la abadía de Lindores arrendaba al clan Stracham desde principios de siglo por 12 libras esterlinas, aunque el pago también incluía 12 gallos. La familia Strachan lo vendió en 1601 a sir William Graham de Ballunie quien más tarde lo vendió a sir William Graham de Claverhouse. William no durmió ni una noche en el castillo, sino que sólo fue usado por sus granjeros. A la muerte de su sucesor John Graham, I vizconde de Dundee en la batalla de Killiecrankie (1689), la propiedad pasó a manos de la corona. 
En 1694 el castillo fue otorgado a James Douglas, 2° marqués de Douglas. Después de la muerte de su hijo Archibald Douglas, 1.er duque de Douglas la posesión del castillo paso a los tribunales hasta que en 1769 fue otorgado a Archibald Douglas, 1.er barón de Douglas. El castillo pasó a manos del estado en 1926 y ahora lo administra Historic Scotland.
Cuenta la leyenda que en el castillo habitó un brownie muy trabajador que ayudaba mucho a los sirvientes de la casa hasta que se marchó asqueado por la vagancia de una asistenta de la cocina.

## Arquitectura
El castillo tiene un clásico diseño en Z con dos torres redondas en los lados opuestos del edificio principal. El castillo se encuentra extraordinariamente bien conservado debido a que nunca tuvo un marcado papel defensivo. Si bien el diseño es clásico, las habitaciones cuadradas con tejados a dos aguas son únicas.
El interior es también innovativo, con dos escaleras en vez de una. Una torra alojaba a la familia y otra a los invitados. El piso más alto del edificio principal era una plataforma de donde salían balcones.